# Closure - Vendetta a due
Closure - Vendetta a due (Straightheads) è un film del 2007 diretto da Dan Reed, che tratta della vendetta di una coppia brutalmente aggredita da alcuni uomini.
È scritto e diretto dal regista esordiente Dan Reed.

## Trama
Adam, un tecnico di ventitré anni, viene assunto da Alice Comfort, un'affermata donna di affari, per installare un sistema di sicurezza nella sua casa. Dopo aver finito il lavoro, Adam si addormenta su una sedia nel giardino di Alice e lei, trovandolo addormentato al suo ritorno, gli chiede di accompagnarla a un party organizzato dal suo capo. Adam accetta.
Durante la festa, Alice lascia Adam con alcuni ospiti e si allontana. Il ragazzo, sentendosi fuori luogo, lascia la festa. Mentre sta andando via, Alice lo raggiunge nel giardino della villa e i due fanno l'amore.
Mentre tornano a casa, si trovano in coda dietro una macchina che procede lentamente, e Adam inizia a urlare offese contro il conducente. Alice si distrae dalla guida e per errore investe un cervo. I due scendono dalla macchina per spostare il cadavere dell'animale dalla carreggiata. Accostano in un sentiero sterrato e la macchina che prima si erano trovati davanti li segue. Alcuni uomini scendono e, apparentemente senza nessuna spiegazione, picchiano Adam e violentano Alice.
Un mese dopo, Alice e Adam sono fisicamente guariti (anche se Adam deve ancora portare una benda all'occhio), ma non hanno superato l'accaduto. Alice riceve la notizia della morte del padre e parte per la casa della sua infanzia. Mentre guida, le passano davanti degli uomini a cavallo. Tra questi riconosce uno degli aggressori, e scopre il suo nome : Heffer.
Alice chiama Adam e, quando lui arriva nella casa del padre di Alice, lei gli dice che ha trovato uno degli aggressori, e che vuole vendicarsi. Gli mostra il fucile con silenziatore che ha trovato nella casa del padre.
I due iniziano ad appostarsi davanti alla casa di Heffer, e scoprono che ha una figlia di nome Sophie. Iniziano ad avere dubbi sull'omicidio premeditato, ma mettono delle telecamere nascoste in casa di Heffer per scoprire le identità degli altri aggressori.
Attraverso le telecamere, Alice vede che Heffer sta cercando di suicidarsi con il monossido di carbonio dello scarico dell'auto. Alice va a casa di Heffer, entra nel garage e gli salva la vita portandolo fuori. Nel delirio, Heffer, che non riconosce Alice, le confessa che un mese prima alcuni suoi amici hanno espresso la volontà di violentare sua figlia, e che lui è riuscito a convincerli a violentare un'altra donna e a picchiare il suo compagno.
Adam arriva a casa di Heffer. Lui e Alice cominciano a picchiare Heffer, Alice addirittura lo sodomizza col calcio del fucile, ma quando ha l'occasione di sparargli e ucciderlo, ha pietà di lui e lo risparmia. Adam si infuria e, trovato un coltello da cucina, gli taglia via un occhio. A quel punto Alice, terrorizzata, scappa, lasciando Adam e Heffer soli.
Durante il tragitto verso casa incontra Sophie, la figlia di Heffer, e le offre un passaggio. Sophie capisce che Alice non la vuole portare a casa e, quando le chiede dove stanno andando, la risposta di Alice è "In un posto sicuro".
A casa di Heffer, Adam continua a picchiare l'uomo fino all'arrivo degli altri due aggressori. Li uccide entrambi, e il film finisce con un primo piano di Adam che guarda nell'obiettivo.

## Temi
- Violenza : il film sottolinea il lato più umano della violenza. Uomini e donne normali sono spinti a violenze anche efferate per un'esperienza traumatica.
- Vendetta : il messaggio del film sembra essere che la vendetta non ha nessun senso. Lo sguardo finale di Adam verso la telecamera non è uno sguardo di soddisfazione, o di redenzione : anche se Adam ha completato la vendetta uccidendo i suoi aggressori, questo non ha risolto niente, perché il dolore per quello che è successo non è stato cancellato.
- Attrazione fisica : il rapporto tra Adam e Alice è quasi esclusivamente basato sull'attrazione fisica. Anche se dopo l'aggressione Adam diventa impotente, tra i due c'è sempre una tensione erotica visibile.